# 영탄법
영탄법(詠歎法)은 감탄사, 호격 조사, 감탄형 종결어미 등을 사용하여 슬픔이나 기쁨, 감동 등의 벅찬 감정을 강하게 표현하는 수사법의 일종이다.

## 사용법
감탄사 '아, 오, 아아, 오호라, 어즈버' 등을 사용하거나, 호격조사 '아, 야, 이여, 이시여' 등과 감탄형 종결어미 '-아라/-어라, -구나, -ㄴ가' 등을 사용할 수 있다.

## 예
- 아아, 늬는 산새처럼 날러갔구나 (〈유리창〉, 정지용)

## 같이 보기
- 수사법